# Catholic School Girls Rule
«Catholic School Girls Rule» es un sencillo de la banda Red Hot Chili Peppers de su álbum Freaky Styley, lanzado en 1985.
La canción está vagamente basada en una chica que iba a una escuela católica, con la que el cantante Anthony Kiedis tuvo una pequeña aventura.
El video sólo fue mostrado una vez por televisión, por el canal Playboy TV, ya que contenía escenas de desnudos.
- Datos: Q2472686